# Léon Rabbe
Léon Rabbe est un auteur dramatique et chansonnier français actif au début du XXe siècle.

## Biographie
En dehors de son œuvre, on ne sait pratiquement rien de Léon Rabbe sinon qu'il est le fils de l'auteur dramatique éponyme et le petit-neveu de l'écrivain et journaliste Alphonse Rabbe (1784-1829).

## Œuvres
Théâtre
- 1904 : Zerlina, opérette en 3 actes avec Octave Pradels, à l'Opéra-Bouffe (novembre)[3]
- 1906 : Le Cadet de Navarre, opéra-comique en 3 actes avec Auguste Germain, au théâtre de l'Alhambra de Bruxelles (mai)[4] puis en tournée[5]
- 1907 : La Manolita (premier titre : L'Amour aux castagnettes[6]), opérette en 3 actes avec Paul Moncousin, musique de Marius Lambert, au théâtre des Arts (3 juillet)[7]. Reprise au théâtre de la Renaissance de Liège le 7 mars 1908[8].
- 1912 : Nini Printemps, opérette en 3 actes, avec Paul Moncousin, musique de Marius Lambert, au théâtre Molière de Bruxelles (18 janvier)
- 1924 : Les Flammes (premier titre : La Flamme[9]), opérette en 3 actes avec Paul Moncousin, musique de Marius Lambert[10].

Chanson
- 1911 : Tu peux dormir, berceuse, avec Louis Amiel, musique de Marius Lambert[11].